# Exercices militaires chinois de 2023 autour de Taïwan
 (avril 2023).
La mise en forme du texte ne suit pas les recommandations de Wikipédia : il faut le « wikifier ».
Les points d'amélioration suivants sont les cas les plus fréquents :
- Les titres sont pré-formatés par le logiciel. Ils ne sont ni en capitales, ni en gras.
- Le texte ne doit pas être écrit en capitales (les noms de famille non plus), ni en gras, ni en italique, ni en « petit »…
- Le gras n'est utilisé que pour surligner le titre de l'article dans l'introduction, une seule fois.
- L'italique est rarement utilisé : mots en langue étrangère, titres d'œuvres, noms de bateaux, etc.
- Les citations ne sont pas en italique mais en corps de texte normal. Elles sont entourées par des guillemets français : « et ».
- Les listes à puces sont à éviter, des paragraphes rédigés étant largement préférés. Les tableaux sont à réserver à la présentation de données structurées (résultats, etc.).
- Les appels de note de bas de page (petits chiffres en exposant, introduits par l'outil «  Source ») sont à placer entre la fin de phrase et le point final[comme ça].
- Les liens internes (vers d'autres articles de Wikipédia) sont à choisir avec parcimonie. Créez des liens vers des articles approfondissant le sujet. Les termes génériques sans rapport avec le sujet sont à éviter, ainsi que les répétitions de liens vers un même terme.
- Les liens externes sont à placer uniquement dans une section « Liens externes », à la fin de l'article. Ces liens sont à choisir avec parcimonie suivant les règles définies. Si un lien sert de source à l'article, son insertion dans le texte est à faire par les notes de bas de page.
- La présentation des références doit suivre les conventions bibliographiques. Il est recommandé d'utiliser les modèles {{Ouvrage}}, {{Chapitre}}, {{Article}}, {{Lien web}} et/ou {{Bibliographie}}. Le mode d'édition visuel peut mettre en forme automatiquement les références.
- Insérer une infobox (cadre d'informations à droite) n'est pas obligatoire pour parachever la mise en page.

Pour une aide détaillée, merci de consulter Aide:Wikification.
Si vous pensez que ces points ont été résolus, vous pouvez retirer ce bandeau et améliorer la mise en forme d'un autre article.
Les exercices militaires chinois de 2023 autour de Taïwan sont une série d'exercices militaires en cours menés par l'Armée populaire de libération (APL, l'armée de la république populaire de Chine) entourant Taïwan (officiellement nommée la république de Chine). Le 8 avril 2023, l'APL a annoncé le début de « patrouilles de préparation au combat » et a envoyé des dizaines d'avions de chasse et plusieurs navires de guerre vers Taïwan,,. Les exercices ont eu lieu en représailles à la visite du président de la Chambre des représentants des États-Unis, Kevin McCarthy, à la présidente taïwanaise, Tsai Ing-wen.
Le 4 mars 2023, McCarthy a annoncé qu'il avait prévu une rencontre avec la présidente Tsai, prévue début avril. En réponse, l'APL a proféré de multiples menaces contre le gouvernement taïwanais. Tsai est arrivé aux États-Unis le 4 avril et a rencontré des législateurs éminents, dont McCarthy. En représailles, quatre jours plus tard, l'APL a envoyé des dizaines d'avions et plusieurs navires de guerre vers les eaux environnantes du pays. Ils devraient rester jusqu'au 10 avril.

## Contexte

### Exercices militaires de 2022
Le 2 août 2022, la présidente américaine de la Chambre des représentants de l'époque, Nancy Pelosi, est arrivée à Taïwan et a rencontré la présidente Tsai Ing-wen. En réponse, l'Armée populaire de libération a poursuivi une série d'exercices militaires encerclant Taiwan. Les exercices comprenaient des exercices de tir réel, des sorties aériennes, des déploiements navals et des lancements de missiles balistiques. Le 7 août, le gouvernement taïwanais a annoncé qu'il mènerait des exercices d'artillerie à tir réel dans le comté de Pingtung. Au cours d'exercices tenus dans le comté de Lienchiang, des fusées éclairantes tirées par l'armée taïwanaise ont déclenché un incendie. Le 10 août, le Commandement du théâtre oriental (en) a annoncé la fin des exercices militaires après avoir « réalisé avec succès diverses tâches et testé efficacement les capacités de combat intégrées des troupes ».

### Visite de la présidente Tsai aux États-Unis
Le 4 mars 2023, le président américain de la Chambre des représentants, Kevin McCarthy, a annoncé qu'il refuserait l'invitation du président ukrainien Volodymyr Zelensky à se rendre en Ukraine, affirmant qu'il s'opposait à donner des « chèques en blanc » à l'Ukraine et qu'il n'avait pas besoin de se rendre en Ukraine pour savoir si l'argent était nécessaire. Dans son annonce, il a également déclaré qu'il avait prévu une rencontre avec la présidente taïwanaise Tsai Ing-wen aux États-Unis. Après son annonce, l'APL a menacé de prendre des mesures sérieuses contre Tsai si elle rencontrait McCarthy.
Malgré les menaces, Tsai est arrivée aux États-Unis le 5 avril et a rencontré McCarthy et d'autres législateurs américains de premier plan. Lors de la réunion, qui a eu lieu principalement à la bibliothèque présidentielle Ronald-Reagan, McCarthy a dénoncé les menaces de la Chine, déclarant : « il n'y a aucun endroit où la Chine va me dire où je peux aller ou à qui je peux parler, que tu sois ennemi ou que tu sois ami ». La réunion elle-même a été décrite comme une première historique,.

## Exercices militaires
Le 8 avril 2023, l'APL a annoncé le début de trois jours de « patrouilles de préparation au combat » encerclant Taïwan. Le même jour, les médias d'État chinois ont publié une vidéo qui mentionnait plusieurs des actifs qui seraient utilisés dans les exercices, notamment des fusées de l'armée de l'APL, l'escorte de destroyers de la marine, un bateau lance-missiles, la série J de l'armée de l'air, des chasseurs-bombardiers, des avions de guerre électronique et ravitailleurs aériens.
À la suite de l'annonce, l'armée a envoyé plusieurs navires de guerre et des dizaines d'avions, dont des Soukhoï Su-30 et des bombardiers Xian H-6, vers Taïwan. Selon le ministère de la Défense de Taïwan, environ 71 avions militaires chinois ont traversé la ligne médiane du détroit de Taïwan.